# Целинный край
Цели́нный край (каз. Тың өлкесі) — административное образование в составе Казахской ССР в 1960—1965 годах. Край был образован в 1960 году и состоял из пяти областей, на территории которых наиболее активно шло освоение целины. Краевым центром был Целиноград, ранее Акмолинск. Целинный край был упразднён в 1965 году.

## История
Целинный край в составе Казахской ССР, занимавший 21 % площади Казахстана, и где проживал 31 % её населения, был образован постановлением ЦК КПСС от 26 декабря 1960 года из пяти областей, где шло освоение целинных и залежных земель. Четыре из них сохранили свои границы и руководство в составе края:
1. Кокчетавская область (центр — Кокчетав)
2. Кустанайская область (центр — Кустанай)
3. Павлодарская область (центр — Павлодар)
4. Северо-Казахстанская область (центр — Петропавловск)

Акмолинская область была расформирована, и её территория переведена в непосредственно краевое подчинение. Однако уже 24 апреля 1961 она была восстановлена под названием Целиноградская область (центр — Целиноград).
Указами Президиума ВС Казахской ССР от 2 и 10 января 1963 года создано 13 городов краевого подчинения (1.Атбасар 2.Джетыгара 3.Ермак 4.Кокчетав 5.Красноармейск 6.Кустанай 7.Макинск 8.Павлодар 9.Петропавловск 10.Рудный 11.Целиноград 12.Щучинск 13.Экибастуз) и 1 промышленный район (краевого подчинения - Жолымбетский). 17.12.1964 они переведены из краевого в областное и районное подчинение.
Краевой центр — город Целиноград (до 20 марта 1961 года — Акмолинск).
Фактически Целинный край возглавлял первый секретарь краевого комитета Коммунистической партии Казахской ССР:
- 1960—1963 — Тихон Иванович Соколов
- 1963—1965 — Фёдор Степанович Коломиец

Через год после смещения Н. С. Хрущёва и И. А. Юсупова указом Президиума Верховного Совета Казахской ССР от 19 октября 1965 года Целинный край был упразднён.

## Карта
Целинный край в 1960-1965 годах: